# MusicBrainz
MusicBrainz ist ein Internetprojekt zur Erstellung einer offenen und freien Musik-Datenbank. Wie das freedb-Projekt, das ein ähnliches Ziel verfolgte, wurde es gegründet, weil das weit verbreitete CDDB-Format 1999 unter Änderung der Lizenzbedingungen auf ein proprietäres Datenformat umgestellt wurde. Nach einem entsprechenden Artikel auf Slashdot gründete sich am 9. März 1999 spontan unter Federführung von Robert Kaye das Projekt cdindex, aus dem später MusicBrainz wurde.

## Zielsetzung
Die Zielsetzung von MusicBrainz geht inzwischen weit über das einfache Sammeln von Metadaten über Compact Discs hinaus. Im Vergleich etwa zu freedb ist die MusicBrainz-Datenbank wesentlich besser gepflegt (markant z. B. bei der korrekten Schreibweise des Namens eines Komponisten oder Interpreten) und umfangreicher. Das basiert auch auf einer anderen Philosophie im Bereich Qualitätssicherung: Einträge durch Benutzer durchlaufen in der Regel eine Kontrolle, die sich an dem Prinzip Peer-Review orientiert, bevor sie für die Allgemeinheit freigegeben werden.

## System
Im System werden über sog. MusicBrainz-IDs folgende Informationen erfasst und miteinander verknüpft.
Künstler (Artists)
Künstler können in Form von Personen oder Gruppen angelegt werden und repräsentieren Künstler und Orchester oder Bands im weitesten Sinne. Eine Person kann Teil mehrerer Gruppen sein und zugleich eigenständige Veröffentlichungen haben.
Veröffentlichungen (Releases)
Bei MusicBrainz wird jedes Musikstück einer Veröffentlichung zugeordnet. Beispielsweise ist jede Version eines Albums eine Veröffentlichung für sich und hat eine zugeordnete Titelliste und ein oder mehrere Erscheinungsdaten. Mehrere Ausgaben eines Albums werden nur zusammengefasst, wenn die Titellisten identisch sind. Eine Veröffentlichung ist nicht an ein Medium gebunden: Das Format lässt sich separat als zum Beispiel Vinyl, CD, MC oder digitale Medien angeben.
Release Groups
Jede Veröffentlichung befindet sich auch automatisch in einer Veröffentlichungsgruppe („Release Group“), die alle Varianten einer Veröffentlichung unabhängig von Medium und genauer Anzahl oder Länge der Musikstücke enthält.
Aufnahmen (Recordings)
Eine konkrete, einzigartige Aufnahme eines Liedes oder anderen musikalischen Werks. Diese kann mit mehreren Veröffentlichungen assoziiert oder auch völlig unabhängig davon sein. Das Anlegen von Aufnahmen, die bisher auf keiner Veröffentlichung zu finden sind, sogenannte „[non-album-tracks]“ bzw. „standalone recordings“, ist allerdings Benutzern vorbehalten, die mindestens seit drei Wochen registriert sind.
Werke (Works)
Werke repräsentieren Musikstücke, Arien etc. abstrakt und unabhängig von konkreten Aufnahmen oder Veröffentlichungen. Ein Musikstück kann beispielsweise (leicht variiert) auf mehreren Alben, Liveaufnahmen oder Singles vorhanden sein, bleibt aber das gleiche Lied.
Beziehungen (Relationships)
Mit Beziehungen kann man alle oben genannten Objekte verknüpfen. Ein Song kann zum Beispiel verschiedene Beziehungen mit einem anderen Song haben. Er kann ein Remix sein, eine spätere Veröffentlichung, eine Coverversion, oder als eine Parodie ausgezeichnet werden. Außerdem lässt sich jedem Objekt eine Beziehung zu einer URL zuweisen, die zum Beispiel besagen kann: „Unter dieser URL kann man das Lied kostenlos herunterladen“ oder „das ist die offizielle Myspace-Seite dieses Künstlers“.
Schlagworte (Tags)
Da es bei MusicBrainz bewusst keine Angaben über das Genre der Musikstücke gibt, lassen sich diese ersatzweise mit beliebigen Schlagworten (Tags) versehen.
Die Basisdaten (Künstler, Lieder, Alben usw.) werden von MusicBrainz als Public Domain zur Verfügung gestellt. Zusätzliche Informationen werden unter einer Creative-Commons-Lizenz bereitgestellt, die kommerzielle Nutzung ausschließt und die Veröffentlichung unter derselben Lizenz erfordert (CC-NC-SA).
Ähnlich wie bei einem Wiki kann jeder angemeldete Nutzer Informationen beitragen, bearbeiten oder löschen. Jeder Nutzer erhält ein Profil, unter dem die von ihm getätigten Änderungen aufgelistet sind. Jede dieser Änderungen kann kommentiert und positiv, negativ oder neutral bewertet werden.
Im Laufe der Diskussion kann ein Bearbeiter seine Bearbeitung jederzeit zurückziehen. Erhält die Bearbeitung mindestens drei Ja-Stimmen ohne eine einzige Nein-Stimme, gilt die Bearbeitung als angenommen. Erhält sie drei Nein-Stimmen und keine Ja-Stimme, wird sie zurückgewiesen. Nach sieben Tagen verfällt eine Bearbeitung automatisch und wird umgesetzt, je nachdem ob sie mehr Ja oder Nein-Stimmen erhalten hat. Wurde nach sieben Tagen noch keine Stimme abgegeben, gilt die Bearbeitung ebenfalls als erfolgreich.
Popmusik-Beispiele für MusicBrainz-Einträge
- Künstler: Madonna
- Veröffentlichung: Michael Jackson – Thriller
- Aufnahme: Queen – Bohemian Rhapsody (5:56)
- Werk: Queen – Bohemian Rhapsody
- Beziehungen: Alle Beziehungen bei Sting
- Schlagworte: Schlagworte zu Dire Straits

### Statistik
MusicBrainz enthält:
| Objekttyp              | 11.02.2014 | 12.01.2016 | 24.02.2017 | 31.12.2019 | 01.10.2022 |
| ---------------------- | ---------- | ---------- | ---------- | ---------- | ---------- |
| Aufnahmen (Recordings) | 13.123.687 | 15.553.670 | 17.032.841 | 21.600.864 | 27.870.242 |
| Künstler (Artists)     | 821.000    | 1.029.257  | 1.179.137  | 1.583.153  | 2.045.805  |
| Medien (Mediums)       | 1.384.026  | 1.739.425  | 1.970.606  | 2.697.821  | 3.795.546  |
| Musiklabels (Labels)   | 78.350     | 102.067    | 120.434    | 171.713    | 233.749    |

## MusicBrainz-IDs
MusicBrainz-IDs (MusicBrainz Identifier, MBID) sind 36-stellige externe Bezeichner, die Objekte der MusicBrainz-Datenbank eindeutig identifizieren. Beispiele sind:
- Künstler
- Veröffentlichungen
- Gruppen von Veröffentlichungen
- Songs
- Labels

MusicBrainz-IDs stellen sicher, dass sich gleichnamige Objekte unterscheiden lassen; z. B. hat
- John Williams, der Komponist und Dirigent von Filmmusik, die MBID 53b106e7-0cc6-42cc-ac95-ed8d30a3a98e,
- John Williams, der klassische Gitarrenspieler, die MBID 8b8a38a9-a290-4560-84f6-3d4466e8d791.

Genauso lässt sich anhand der MBID die Person Manfred Mann von seiner gleichnamigen Band unterscheiden.

### Die Verwendung von MusicBrainz-IDs außerhalb von MusicBrainz
BBC
Seit Juni 2007 kooperiert die britische Rundfunkanstalt BBC mit MusicBrainz. Die BBC verwendete MBIDs in den URLs ihres Musikportals BBC Music. Mittlerweile hat die BBC ihren Service geändert und Artist pages sind beispielsweise nicht mehr verfügbar, wodurch viele Links nicht mehr funktionieren.
Last.fm
Last.fm bietet in der Programmierschnittstelle die Möglichkeit, nach Künstlern, Veröffentlichungen und Songs anhand ihrer MBID zu suchen.
Weitere
Weitere Nutzer der von MusicBrainz bereitgestellten Informationen sind unter anderem 7digital, Grooveshark, The Guardian und Winamp.

## Akustische Fingerabdrücke
Zur Identifizierung von konkreten Aufnahmen nutzt MusicBrainz das Open-Source-Projekt AcoustID, welches akustische Fingerabdrücke von Tonaufnahmen generieren kann und diesen mittels eines Datenbankservers eindeutige GUIDs zuordnet. Somit können mittels MusicBrainz-kompatibler Tagger-Software Audiodateien automatisiert mit Metadaten versehen werden, beispielsweise über ID3-Tags oder Ogg-Vorbis-Kommentare.
Anfangs wurde die vom Unternehmen Relatable patentierte TRM-Technik (rekursives Akronym für TRM Recognizes Music) zur Erstellung der akustischen Fingerabdrücke genutzt. Wegen diverser Probleme mit TRM, unter anderem bei der Serverlast und bei TRM-Kollisionen, wurde im März 2006 auf das MusicDNS-Verfahren des Unternehmens MusicIP, später AmpliFind, umgestellt, welche sogenannte PUIDs (Portable Unique IDentifier) erzeugte. MusicDNS wurde schließlich 2011 an Gracenote verkauft, und nachdem bekannt geworden war, dass der Dienst eingestellt werden sollte, begann die Umstellung von MusicBrainz auf das im August 2010 gegründete AcoustID-System.

## Cover Art Archive
Im April 2012 erhielt die Serversoftware Unterstützung für das Cover Art Archive, ein Kooperationsprojekt zwischen MusicBrainz und dem Internet Archive. Ziel des Projektes ist es, Album-Titelbilder („cover art“) der in MusicBrainz eingetragenen Veröffentlichungen und „Release Groups“ öffentlich zugänglich zu machen, ohne dabei an die Nutzungsbedingungen eines kommerziellen Anbieters gebunden zu sein. Zusätzlich zu den Bildern werden auch Informationen darüber gespeichert, um welchen Typ Bild es sich handelt (beispielsweise ein Bild der Vorderseite, Rückseite oder auch eines Stickers).
Das Hinzufügen neuer Bilder geschieht durch Nutzer des Projektes und durchläuft den für MusicBrainz üblichen Peer-Review-Prozess. Nach dem erfolgreichen Hochladen stehen die Bilder sowohl über die Weboberfläche von MusicBrainz als auch über eine Programmierschnittstelle bereit. Diese erlaubt es, die Bilder in anderen Anwendungen verfügbar zu machen – so unterstützt beispielsweise MusicBrainz Picard ab Version 1.2 das Herunterladen dieser Bilder und kann diese zusammen mit Mediendateien oder in diese eingebettet speichern.

## Integration in Software
Im Folgenden sind bekannte Programme aufgelistet, die von MusicBrainz stammen oder MusicBrainz-Unterstützung bieten.
- Player = Wiedergabesoftware. Kann oftmals auch CDs abspielen.
- CD-Ripper = Programm zum Digitalisieren/Speichern von CDs
- Tagger = Programm zum Einfügen und Korrigieren der MP3-Beschreibungsdaten („Tags“) (Mass-Tagger: ausgelegt speziell auf die Bearbeitung vieler Dateien)
- „Unterstützung“ bedeutet je nach Software die Fähigkeit, die genannten Formate
  - abzuspielen
  - zu bearbeiten
  - zu erstellen (im Umwandlungsprozess)

| Name                       | Typ                  | Betriebssystem                 | Lizenz                  | Weblink                                                          | Unterstützte Formate                                                                                                   | Entwicklungsstatus                      |
| -------------------------- | -------------------- | ------------------------------ | ----------------------- | ---------------------------------------------------------------- | --- | --------------------------------------- |
| MusicBrainz Picard         | Tagger               | Windows/macOS/Linux (Python)   | GPL                     | musicbrainz.org                                                  | MP3, Ogg-Vorbis, FLAC, WMA, Speex, MusePack, WavPack, True Audio, MP4, Monkey’s Audio, TAK, Ogg-Opus                   | aktiv                                   |
| MusicBrainz Classic Tagger | Tagger               | Windows                        | GPL                     | musicbrainz.org (Memento vom 13. April 2011 im Internet Archive) | MP3, Ogg-Vorbis, FLAC, WAV                                                                                             | inaktiv                                 |
| Amarok 1                   | Player               | Linux (KDE)                    | GPL                     | amarok.kde.org                                                   | MP3, Ogg-Vorbis, FLAC, WMA, AAC, Real Audio u. a.                                                                      | aktiv                                   |
| Audacious (BMP-Fork)       | Player               | Linux/Unix                     | GPL                     | audacious-media-player.org                                       | MP3, Ogg-Vorbis, FLAC, WMA, AAC, WAV, MusePack, WavPack, PlayStation Audio u. a.                                       | aktiv                                   |
| Banshee                    | Player               | Linux (Gnome)                  | MIT                     | banshee-project.org                                              | MP3, Ogg-Vorbis, FLAC u. a.                                                                                            | aktiv                                   |
| beets                      | Tagger               | Linux (Python 2)               | MIT                     | beets.io                                                         | MP3, Ogg-Vorbis, FLAC, WMA u. a.                                                                                       | aktiv                                   |
| Clementine                 | Player               | Linux/Windows/macOS            | GPL                     | clementine.org                                                   | MP3, Ogg-Vorbis, FLAC u. a.                                                                                            | aktiv                                   |
| CDex                       | CD-Ripper            | Windows                        | Adware                  | cdexos.sourceforge.net                                           | MP3, Ogg-Vorbis, WMA u. a. (erweiterbar)                                                                               | aktiv                                   |
| Guayadeque                 | Player               | Linux (Gnome)                  | GPL                     | guayadeque.sourceforge.net                                       | MP3, Ogg-Vorbis, FLAC, WMA, WAV, MPC, MP4, APE u. a.                                                                   | aktiv                                   |
| iEatBrainz                 | Tagger               | macOS                          | Modifizierte BSD-Lizenz | jay.tuley.name (Memento vom 22. Juli 2012 im Internet Archive)   | MP3, AAC, QuickTime-kompatible                                                                                         | inaktiv                                 |
| Jaikoz                     | Tagger (Mass-Tagger) | Windows/macOS/Linux            | Shareware (£15)         | www.jthink.net/jaikoz                                            | MP4, M4A, M4P, MP3, WMA, FLAC, Ogg-Vorbis                                                                              | aktiv                                   |
| Kid3                       | Tagger               | Windows/macOS/Linux/Android    | GPL                     | kid3.sourceforge.io                                              | diverse | aktiv                                   |
| Magic MP3 Tagger           | Tagger               | Windows                        | Shareware (19,00 EUR)   | magic-tagger.com                                                 | diverse | aktiv                                   |
| Max                        | CD-Ripper            | macOS                          | GPL                     | sbooth.org/Max                                                   | MP3, Ogg-Vorbis, FLAC, Speex, WavePack u. a.                                                                           | inaktiv (letzte Version vom 29.08.2009) |
| Mp3tag                     | Tagger               | Windows                        | Freeware                | mp3tag.de                                                        | MP3, Ogg-Vorbis, FLAC, WMA, MP4, AAC, MusePack, TrueAudio, WavPack, Speex, u. a.                                       | aktiv                                   |
| Quod Libet                 | Player               | Linux (GTK+)/BSD               | GPL                     | github.com                                                       | MP3, Ogg-Vorbis, FLAC, WMA, WAV, MP4, AAC, MusePack, SPC, TrueAudio, WavPack, Speex, Trackermodule                     | aktiv                                   |
| Sound Juicer               | CD-Ripper            | Linux (Gnome)/Solaris/BSD/Unix | GPL/LGPL                | burtonini.com (offline)                                          | MP3, Ogg-Vorbis, FLAC, PCM                                                                                             | aktiv                                   |
| TagScanner                 | Tagger               | Windows                        | Freeware                | www.xdlab.ru                                                     | MP3, OGG, FLAC, WMA, MPEG-4, Opus, Musepack, Monkey’s Audio, AAC, OptimFROG, SPEEX, WavPack, TrueAudio, WAV, AIFF, DSD | aktiv                                   |
| Vortexbox                  | CD-Ripper            | Linux Streaming-Server         | GPL                     | vortexbox.org                                                    | MP3, FLAC | aktiv                                   |
| XLD                        | CD-Ripper            | macOS                          | OSL                     | https://tmkk.undo.jp/xld/index_e.html                            | MP3, Ogg-Vorbis, FLAC, PCM, WAVE, AIFF …                                                                               | aktiv                                   |
| Zinf (ehem. FreeAmp)       | Player               | Linux/Windows/BSD/Solaris/QNX  | GPL                     | zinf.sourceforge.net                                             | MP3, Ogg-Vorbis, WAV                                                                                                   | aktiv                                   |